# Spinetaxalus camerunensis
Spinetaxalus camerunensis är en skalbaggsart som beskrevs av Stefan von Breuning 1981. Spinetaxalus camerunensis ingår i släktet Spinetaxalus och familjen långhorningar. Inga underarter finns listade i Catalogue of Life.